# Борисенко Олександр Андрійович
Борисе́нко Олекса́ндр Андрі́йович (нар. 24 травня 1946, Лебедин Сумської області) — математик, доктор фізико-математичних наук (1983), професор (1984) Харківського університету ім. Каразіна, академік Академії наук вищої школи України (2003), академік Національної академії наук України (2021).

## Біографія
Олександр Борисенко народився 24 травня 1946 року в Лебедині Сумської області.
Здобув освіту у 1969 році Харківському університеті, де лишився працювати.
У 1972–1976 працював на посадах наукового співробітника, викладача.
У 1976 стає доцентом.
У1980–2012 роках — завідувач кафедри геометрії Харківському державному університеті.
У 1984 році йому присуджене звання професора.
У 1995 обраний членом-кореспондентом Національної академії наук України.
У 2003 обраний академіком Академії наук вищої школи України.
У 2012—2015 професор кафедри математичного аналізу і методів оптимізації Сумського державного університету.
З 2016 — головний науковий співробітник відділу диференціальних рівнянь і геометрії Фізико-технічного інституту низьких температур ім. Б. І. Вєркіна НАН України.
У 2021 обраний академіком Національної академії наук України.

## Дитинство[8]
Народився на околиці Лебедина в Сумській області. Поруч починався ліс, який через 8 км виводив до річки Псел. Був дев'ятою дитиною в сім'ї.
Батько воював, з 1941 року всі турботи про родину лежали на плечах матері. З початком війни вона залишилася в окупації з шістьма дітьми, наймолодший мав кілька місяців.
Батько після війни постійно хворів і помер у 1954 році, коли син Олександр закінчував 1-й клас.
Мати Параска Пилипівна, 1901 р.н., закінчила один клас церковно-парафіяльної школи, батько, Андрій Трохимович, 1900 року народження, — три класи. У родині ніхто не мав вищої освіти. Лише одна сестра Катерина закінчила десятирічку. Саме вона й готувала Олександра до школи.
З п'яти років пас корову, ходив у ліс за шишками, якими топили грубу. У 10-12 років щосерпня ходив пішки на інший кінець міста до колгоспного саду збирати яблука. За це міг отримати відро яблук, оскільки на піщаному краю, де проживав, фруктові дерева не росли.
Після того 15 років почав працювати на цегельному заводі, потім працював муляром. У трудовій книжці перший запис датовано 1961 роком.

## Шкільні роки[8]
У початковій школі вчився на відмінно, але в 5-6-му класі став вуличним хлопчиськом з Боднівки (це був найбідніший район Лебедина, оскільки там були піщані городи). Проте водночас мав пристрасть до читання, яку, на жаль, ніхто не спрямовував. Вдома ніяких книг не було, але записався в кілька бібліотек Лебедина. Одна з них, бібліотека ґудзикової фабрики, була розташована поруч з нашим будинком. Після 8-го класу планував іти працювати і навчатися у вечірній школі. Слава Богу, що цього не сталося, і все ж пішов у 9-й клас звичайної школи.
Ніяких гуртків з математики у школі не було, але атмосфера в класі була трудовою і змагальною. З 5-го по 11-й клас вчителем математики була Катерина Михайлівна Кияшко. Вона була дуже вимогливою і шкільний курс викладала добротно. Це був час супутників, першої людини в космосі, і в суспільстві був інтерес до науки. Звісно, це впливало й на дітей, які намагалися самостійно читати про спеціальну теорію відносності, не зовсім розуміючи її.
Спочатку на мехмат не збирався. У 1964 році, коли був у 11-му класі, відбулася перша районна олімпіада. Його товариш списав одну задачу з посібника для вступників до вишів, а Борисенко розв'язав її сам. Але через те, що сиділи на сусідніх партах, то звинуватили в списуванні. Це була явна несправедливість. І от тоді він вирішив вступати на мехмат Харківського університету, щоб довести свою правоту.

## Університетські роки[8]
Першу сесію здав на «відмінно» достроково, до Нового року. Стимул мав, оскільки з вересня не був у Лебедині і дуже скучив за домом. За 18 років життя в Лебедині нікуди не виїжджав. На станції Боромля було несила чекати три години на приміський поїзд до Лебедина, і пішов пішки темної ночі по шпалах. Був мороз, сніг, вітер. Залізниця проходила через ліс. Подолав 25 км до останньої зупинки перед Лебединим, і тут його наздогнав потяг.
На другому курсі оселився зі старшокурсниками. Вони не часто ходили на заняття, і він став наслідувати їх приклад. Крім того, йому було досить складно одночасно писати лекцію і подумки перекладати з російської мови на українську, щоб зрозуміти, про що йдеться. Замість занять ходив у бібліотеку, де брав математичні книги з тих курсів, які читали, замовляв окремі книги, які його цікавили. Дві з них справили на нього значний вплив. Це, по-перше, книга Дьордь Поя (George Polya) «Математика і правдоподібні міркування», яка вчить як здогадуватися в математиці, а по-друге, книга В. Г. Болтянського й І. М. Яглома «Опуклі фігури» про з красивий розділ геометрії. Читаючи її, він випробовував свої сили в розв'язуванні геометричних задач, і це, напевно, визначило його подальший вибір кафедри геометрії для спеціалізації.
На четвертому курсі семінар «Опуклі багатогранники» у нього вів Євген Полікарпович Сенькін за однойменною книгою О. Д. Александрова. Борисенко зробив доповідь на семінарі, і Є. П. Сенькін помітив його та запросив на міський семінар з геометрії, керівником якого був видатний математик Олексій Васильович Погорєлов. На його семінар з доповідями з'їжджалися геометри з усього Радянського Союзу. Саме на семінарах Погорєлова він навчився розуміти, який результат хороший, а який поганий. Згодом, коли доповідав свої результати на цьому семінарі, завжди з нетерпінням очікував на оцінку О. В. Погорєлова.
Перший результат отримав на 5-му курсі: побудував контрприклад до гіпотези, що довжина сферичного зображення найкоротшої на опуклій поверхні обмежена. І з цим результатом поїхав у 1969 р. на Всесоюзний симпозіум з геометрії «в цілому». Тут я зустрівся з видатним математиком, академіком АН СРСР Олександром Даниловичем Александровим. У розмові він побіжно зауважив, що ера опуклої геометрії закінчилася, і ці слова справили на Борисенка велике враження.

## Аспірантура[8]
Восени 1969 р. вступив до аспірантури на кафедру геометрії Харківського університету до Є. П. Сєнькіна, але він тоді вже був серйозно хворий і не міг поставити Борисенку задачу. Протягом року Борисенко намагався розв'язати одну проблему, поставлену О. Д. Александровим, але безрезультатно. До речі, її й досі не розв'язано. При цьому він пам'ятав слова Александрова і шукав собі задачу поза опуклою геометрією.
Це був важкий період. У травні 1969 р. народився син (разом з дружиною разом закінчували університет). Аспірантська стипендія — 65 рублів. Жили у батьків дружини. В науці нічого не виходило. І Борисенко вже збирався кидати аспірантуру.
Так сталося, що в цей час М. Кривошей, співробітник відділу О. В. Погорєлова, дістав Борисенку пільгову путівку в альпіністський табір «Шхельда» у Приельбруссі. Гори справили на нього незабутнє враження, і він на деякий час забув про свої життєві негаразди. Майже одразу після повернення до Харкова Борисенко зацікавився підмноговидами довільної корозмірності в риманових просторах і, як окремим випадком, у просторах постійної кривизни. Згодом у відгуку на його докторську дисертацію, яку Борисенко захищав у 1983 році, один опонент написав такі слова: «Роботу виконано поза науковою школою. У Радянському Союзі цим не займалися. Ви уявляєте, як це важко?».

## Наукова діяльність[8]
Олександр Андрійович Борисенко займається проблемами зовнішньої геометрії й топології, властивостями багатовимірних підмноговидів, геометрією грасманового відображення підмноговидів у евклідовому просторі, диференціальною геометрією розшарувань. Він також увів до наукового обігу поняття «багатовимірної сильно параболічної поверхні» та отримав низку результатів щодо її геометричної будови.
До початку наукової діяльності Борисенка вивчалися або двовимірні поверхні, або гіперповерхні. У Радянському Союзі Борисенко став одним із перших, хто почав вивчати багатовимірні поверхні у просторах довільної вимірності. Було закладено основи систематичної теорії підмноговидів, введено нові класи багатовимірних поверхонь, нові поняття, нові інваріанти.
Борисенко вивчав метричні і топологічні властивості підмноговидів недодатньої і від'ємної кривини, введених ним параболічних підмноговидів. Знайшов умови, за якими ці підмноговиди є цілком геодезичними в симетричних просторах рангу один, у ріманових просторах. Довів екстремальні теореми для ріманових просторів, у яких є компактні підмноговиди недодатньої зовнішньої кривини.
Розробив також афінну класифікацію точок багатовимірних поверхонь у тих вимірностях і ковимірностях, коли існує лише скінченне число типів. Ця класифікація пролила світло на багато питань геометрії і систем диференціальних рівнянь с частковими похідними.
Борисенко досліджував зв'язок зовнішньогеометричних і топологічних властивостей багатовимірних підмноговидів і одержав у цьому напрямі оригінальні результати. Це насамперед теореми про ейлерову характеристику, групи гомологій, когомологій, характеристичні класи Понтрягіна.
Крім того, Борисенко вивчив топологічні властивості багатовимірних поверхонь від'ємної двовимірної зовнішньої кривини в рімановому просторі. Знайшов достатні умови незанурення багатьох класів ріманових і псевдоріманових многовидів у евклідів і псевдоевклідів простір, у сферичний простір, у рімановий простір.
Борисенко вивчав групи гомологій k-опуклих поверхонь у евклідовому просторі, k-сідлових поверхонь у симетричному просторі рангу один. Довів тривіальність деяких характеристичних класів Понтрягіна для k-параболічних поверхонь. Довів теореми про топологію сідлових підмноговидів у рімановому просторі.
Як результат розвитку теорії підмноговидів Борисенко розв'язав кілька проблем: багатовимірну проблему Гільберта для ізометричного занурення компактного ріманового простору постійної кривини в рімановий простір більшої кривини, проблему Бернштейна для двовимірних мінімальних поверхонь у сферичному просторі довільної вимірності.
Другим напрямом досліджень Борисенка є вивчення грасманового відображення дійсних і комплексних многовидів. Він розв'язав проблему про однозначну визначеність багатовимірних поверхонь по грасмановому  зображенню.
Ще одним напрямом досліджень Борисенка є диференціальна геометрія розшарувань, особливо дотичного і нормального розшарувань. Борисенко знайшов нові зв'язки між метрикою бази і метрикою розшарування; ввів метрику Сасакі на нормальному розшаруванні. Він знайшов нові шляхи застосування розшарувань при вивченні будови багатовимірних поверхонь у ріманових і псевдоріманових просторах.
Також Борисенко проводив дослідження у комплексній геометрії. Він повністю описав глобальну будову комплексних гіперповерхонь Хопфа в комплексних просторах постійної голоморфної кривини і в їх непарних аналогах (у сасакієвих многовидах). При розв'язанні цієї проблеми тісно переплелися методи багатовимірного комплексного аналізу, алгебраїчної топології, алгебраїчної геометрії та диференціальної геометрії.
Ще одним об'єктом уваги Борисенка були опуклі повні гіперповерхні у многовидах Адамара (в однозв'язних повних ріманових просторах недодатної секційної кривини). У цьому напрямі Борисенком було введено нові класи гіперповерхонь, одержано нові теореми порівняння, знайдено якісно нові екстремальні властивості багатовимірного простору Лобачевського серед многовидів Адамара. Це дало змогу дати асимптотичні точні оцінки на об'єм, повну кривину, радіус вписаної кулі компактної опуклої гіперповерхні. Природно, що ці оцінки залежать від границь зміни кривини зовнішнього ріманового простору. Вони є точними, а також новими навіть для простору Лобачевського, тобто для випадку, коли кривина постійна.
Останні роками Борисенко досліджував глобальні властивості підмноговидів у фінслеровому просторі та у просторі Мінковського. Основні результати, отримані у фінслеровій геометрії, належать до внутрішньої геометрії, а результати Борисенка — до глобальної геометрії підмноговидів фінслерового простору. Наприклад, Борисенко знайшов умови циліндричності повних підмноговидів у просторі Мінковського.
Борисенко також отримав оригінальні результати у потоках середньої кривини з гаусовою щільністю.
Крім того, Борисенко отримано екстремальні оцінки в нерегулярних просторах Александрова, доведено обернену ізопериметрична нерівність у нерегулярних двовимірних просторах Александрова та знайдено екстремальні випадки, коли досягаються рівності.
Ним досліджено геодезичні потоки на нерегулярних поверхнях з конічними особливостями. Наприклад, знайдено всі прості замкнені геодезичні на правильних тетраедрах у просторах постійної кривини.

## Педагогічна діяльність[8]
У 1980 році Борисенка було обрано завідувачем кафедри геометрії Харківського державного університету. На цій посаді він працював 32 роки. За цей час ним було розроблено нові програми фундаментальних та спеціальних курсів. Він написав два підручники українською мовою: «Аналітична геометрія» та «Диференціальна геометрія і топологія». І вже зараз, в останні роки, створив і прочитав два аспірантських курси: «Геометрія підмноговідів» та «Глобальна ріманова геометрія».
О. А. Борисенко має досвід викладацької діяльності понад 45 років. Він читав понад 10 основних лекційних курсів з геометрії та вів спеціальні курси.
Під його керівництвом підготували та захистили дисертації 13 кандидатів наук та 2 доктори наук.

## Міжнародна діяльність
О. А. Борисенко тричі брав участь у Міжнародних математичних конгресах. Неодноразово він брав участь як запрошений доповідач у престижних міжнародних конференціях.
Був запрошеним професором в університетах Ізраїлю, Німеччини, Італії, Іспанії, Бразилії, Туреччини, Австралії.

## Видавнича діяльність
О. А. Борисенко є автором двох навчальних посібників для студентів вищих навчальних закладів, автором двох монографій, автором понад 180 наукових статей та оглядів.

## Науково-організаційна робота
О. А. Борисенко веде велику наукову-організаційну роботу. Він є членом спеціалізованої ради з захисту дисертацій на здобуття наукового ступеня доктора наук, членом вченої ради ФТІНТ ім. Б. І. Вєркіна НАН України, керівником Харківського міського геометричного семінару, членом координаційної ради Фонду ім. Н. І. Ахієзера, референтом реферативного журналу «Zentralblatt Mathematics», заступником головного редактора журналу «Журнал математичної фізики, аналізу, геометрії» та членом редакційної колегії журналу «Вісник Харківського національного університету».

## Популяризація науки[8]
У 2000 році Борисенко був запрошеним професором у Барселоні. Написав з десяток науково-популярних статей про видатних математиків: О. М. Ляпунова, С. Н. Бернштейна, О. В. Погорєлова, Д. М. Синцова, написав статтю про доведення Г. Перельманом гіпотези Пуанкаре. Три науково-популярні лекції Борисенка розміщено в Youtube. Помістив дві статті трьома мовами у «Вікіпедії»: «О. В. Погорєлов» і «4-та проблема Гільберта», відстоюючи пріоритет О. В. Погорєлова у розв'язанні цієї проблеми.

## Спорт[8]
У дитинстві, десь до 7-го класу, був воротарем, добре грав на виходах, відчайдушно падав під ноги, але надалі через невеликій зріст футбольна кар'єра закотилася. У 6-му класі переплив озеро Лебедин туди і назад (тоді це близько 1 км в одну сторону). Любив кататися на лижах. Ліс був поруч. Спочатку сам робив лижі з дошок. Навіть одного разу посів 3-тє місце на районних змаганнях серед школярів. У 9-му класі бігав від Лебедина до села Пристайлова на р. Псел, в одну сторону 8 км.
Спортсменом не був, але завжди багато рухався. Його товариш, Гриша Сердюк, долучив Борисенка до велотуризму. Найбільшим досягненням був велопохід Паміром у 1976 році: Душамбе—Кулай-Хумб—Рушан—вздовж р. Бартанг до оз. Каракуль—Ош—Андижан. На цьому шляху з Г. Сердюком піднялися від 0 до 4650 м над рівнем моря. Це було першопроходження маршруту, але, здається, і після його ніхто не пройшов. Тоді за 24 дня  втратив 12 кг, при тому, що гладким не був. Стільки зазвичай втрачають при сходженні на Еверест. Зараз продовжує наїжджати на велосипеді 1–1,5 тис. км за велосезон.
Десь у віці 45 років захопився великим тенісом. Для Борисенка теніс має чудову властивість: граючи в теніс ти не можеш ні про що інше думати, все маєш викинути з голови, в іншому разі не влучиш по м'ячу.

## Нагороди[8]
- Премія НАН України імені М. М. Крилова (2003)
- Орден «За заслуги» III ст. (2005)
- Державна премія України в галузі науки і техніки (2005)[3]
- Премія НАН України імені О. В. Погорєлова (2010)
- Відзнака НАН України «За підготовку наукової зміни» (2020)